# Trois Femmes (film, 2006)
Pour les articles homonymes, voir Trois femmes.
Pour plus de détails, voir Fiche technique et Distribution.
Trois Femmes (Маймуни през зимата, Maïmuni prez zimata) est un film bulgare.
C'est une coproduction de la société de production de cinéma « Proventus » avec la société allemande « Tatfilm ». Le film  été acheté par la télévision allemande ZDF/Arte. C’est une première pour les filles du célèbre acteur bulgare Metodi Andonov – Milena (régisseur) et Nevena (producteur), également pour les actrices dans les trois rôles principaux.

## Liminaire
Trois histoires sur l'aspiration au bonheur, le grand désir de l'atteindre et le prix à payer pour le conserver. Le film relate les histoires de trois jeunes femmes, séparées par leur statut social, leurs mœurs et leurs époques.

## Fiche technique
- Titre : Trois Femmes
- Titre original : Маймуни през зимата (Maïmuni prez zimata)
- Titre anglais : Monkeys in Winter[1]
- Titre allemand : Affen im Winter[2]
- Réalisation : Milena Andonova
- Producteur : Nevena Andonova
- Scénario : Maria Stankova
- Musique : Konstantin Tsekov
- Caméra : Rali Raltchev
- Rôles principaux : Bonka Ilieva-Boni, Diana Dobreva, Angelina Slavova

## Distribution
- Bonka Ilieva-Boni : Dona
- Diana Dobreva : Lucrecia
- Angelina Slavova : Tana
- Sava Lolov : Frantzuzina
- Valentin Tanev : Lazar

## Récompenses
- Festival international du film de Karlovy Vary, Tchéquie, juillet 2006 – prix [3],[4]
- Festival du film bulgare « Rose d’or », Varna, Bulgarie, septembre 2006 – grand prix pour cinéma bulgare et autres récompenses
- Centre national de film, Sofia – meilleur film bulgare pour 2006 et autres récompenses[3]
- Conseil national de cinéma – nomination bulgare pour Oscar, 2006

## Participation
- Festival du film européen « Olive d’or », Lecce, Italie, avril 2007
- Festival de cinéma bulgare, New York, mai 2007
- Festival de cinéma bulgare, London, septembre 2007
- Festival du film européen, Chicago, mars 2008
- Festival de cinéma bulgare, Rome, април[Quoi ?] 2008
- Festival « Le cinéma bulgare d’or », Kiev, septembre 2008
- Festival « Europalia », Bruxelles, septembre 2008
- Festival du film de Varsovie[5]